# Australian Indoors 1985
L'Australian Indoors 1985 è stato un torneo di tennis giocato sul cemento indoor. È stata la 1ª edizione del torneo, che fa parte del Virginia Slims World Championship Series 1985. Si è giocato a Sydney in Australia, dal 6 al 12 maggio 1985.

## Campionesse

### Singolare
Pam Shriver ha battuto in finale  Dianne Balestrat con il punteggio di 6–3, 6–3

### Doppio
Pam Shriver /  Elizabeth Smylie hanno battuto in finale  Barbara Potter /  Sharon Walsh con il punteggio di 7–5, 7–5